# Impasto

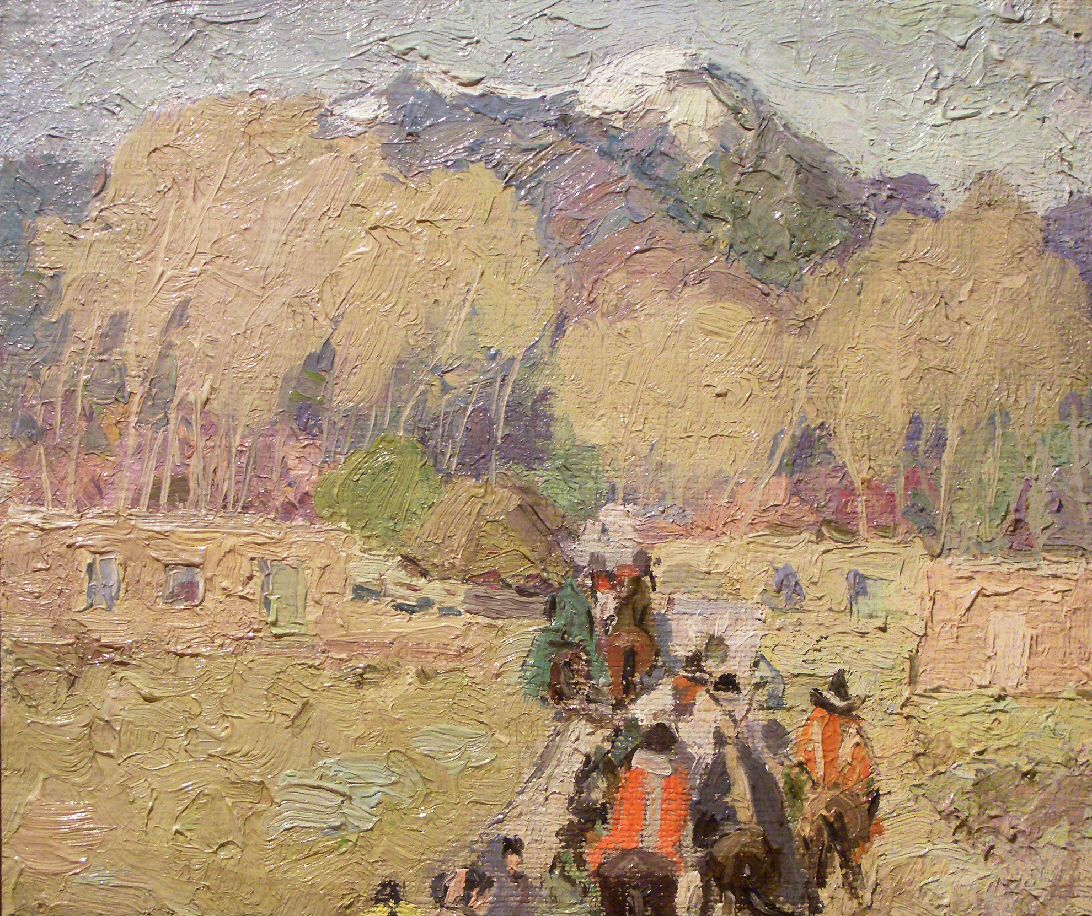
En landskapsmålning från tidigt 1900-tal med impasto.

Impasto (urspr. från italienskans "knådning") är en måleriteknik som innebär att färg läggs på så pass tjockt att dragen från penseln, målarkniven eller annat verktyg blir tydligt synliga och att målningen får ett reliefliknande uttryck. När konstnärer använder tekniken är avsikten ofta att uppnå en ljusreflekterande, expressiv eller skulptural effekt.
Tekniken lämpar sig inte för lättflytande färger, utan används vanligtvis med oljefärg eller akrylfärg. För både olje- och akrylfärger finns särskilda medier att blanda i för att möjliggöra extra kraftig impasto.
På svenska kan man även säga "pastost måleri".